# Babót, Győr-Moson-Sopron
Babót  este un sat în districtul Kapuvár, județul Győr-Moson-Sopron, Ungaria, având o populație de 1.133 de locuitori (2011). 

## Demografie
Componența etnică a satului Babót
     Maghiari (97,98%)
     Germani (1,7%)
     Necunoscut (0,32%)
     Alții (0,32%)
Componența confesională a satului Babót
     Romano-catolici (71,23%)
     Luterani (1,41%)
     Necunoscută (26,13%)
     Alte religii (1,94%)
Conform recensământului din 2011, satul Babót avea 1.133 de locuitori. Din punct de vedere etnic, majoritatea locuitorilor (97,98%) erau maghiari, cu o minoritate de germani (1,7%). Apartenența etnică nu este cunoscută în cazul a 0,32% din locuitori.  Din punct de vedere confesional, majoritatea locuitorilor (71,23%) erau romano-catolici, cu o minoritate de luterani (1,41%). Pentru 26,13% din locuitori nu este cunoscută apartenența confesională.